# Trémorel
Trémorel (bret. Tremorae) – miejscowość i gmina we Francji, w regionie Bretania, w departamencie Côtes-d’Armor.
Według danych na rok 1990 gminę zamieszkiwały 954 osoby, a gęstość zaludnienia wynosiła 28 osób/km² (wśród 1269 gmin Bretanii Trémorel plasuje się na 591. miejscu pod względem liczby ludności, natomiast pod względem powierzchni na miejscu 210.).